# سجن كوهردشت

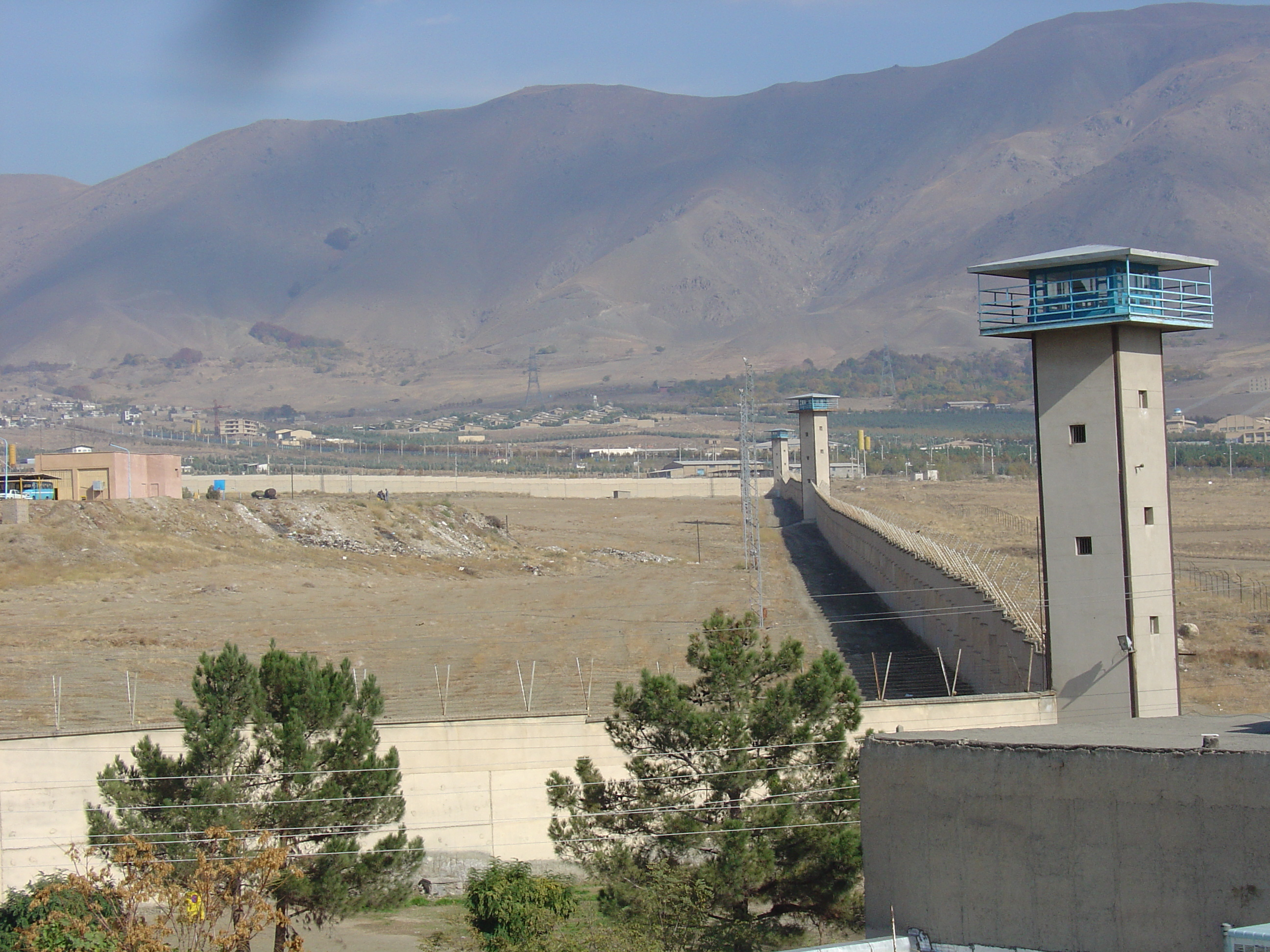
سجن كوهردشت

سجن كوهردشت (بالفارسية: زندان گوهردشت) هو سجن يقعُ في مدينة كوهردشت وهي بلدةٌ في شمال ضواحي مدينة كرج، على بعد حوالي 20 كم إلى الغرب من طهران. يُعرف السجنُ أحيانًا باسمِ سجن جوهر داشت كما يُعرف بأسماء عديدة أخرى في الداخل الإيراني بما في ذلك اسم سجن كرج نسبة للمدينة الأقرب من موقعه. يبقى موقع السجن غيرُ واضحٍ في خرائط جوجل حيث يضمّنهُ الموقع ضمنَ سجن كرج العام، طهران.
يحظى السجن بسمعة سيئة نوعًا ما بسبب اكتظاضه بالسجناء السياسيين وبمعتقلي الرأي والحقوقيين وغيرهم. يُعتبر من بين أسوء وأقسى السجون في الجمهورية الإيرانيّة بسبب العديد من حالات التعذيب والاغتصاب والقتل التي شهدها ويشهدها بشكل متكرر تقريبًا. جديرٌ بالذكرِ هنا أنّ للحرس الثوري بعض الزنزانات داخل الحبس الانفرادي ويستعملها عادة ضدّ من يصفهم بالخونة أو العملاء.
في أعقاب الثورة الإسلامية؛ شهدَ السجنُ فظائع كثيرة من بينها تنفيذ حكم الإعدام دونَ محاكمة في حقّ بعض مؤيدي النظام الملكي كما أُعدم في الثمانينيات العديد من أعضاء الليبرالية الماركسية والمجموعات الاشتراكية (معظمهم من طلاب الجامعات) وأنصار حركة مجاهدي خلق الإيرانية الذين يعارضون النظام الديني. شهد السجن كذاك حالات إعدام جماعي للسجناء السياسيين ضمن الحملة التي عُرفت باسم حملة إعدام السجناء السياسيين.
في الوقت الحالي أي القرن الحادي والعشرين؛ قلّل النظام الإيراني من استعمال هذا السجن لكنه وبالرغم من ذلك لا زال يستعملهُ ضدّ بعض الحقوقيين حيث نُقلَ له الناشط ماجد تافاكولي في آب/أغسطس 2010. نُظمت في حزيران/يونيو 2012 حملة لتحرير السجناء السياسيين في إيران وقد تزامنت مع تصرحيات للبرلمان الأوروبي عبّر فيها عن بالغ قلقه مما يحصلُ للسجناء السياسيين في سجن كوهردشت: «السجناء محرومون من عناية طبية مما يضعُ حياتهم في خطر.»
تحدثت منظمة العفو الدولية هي الأخرى عن وضعية السجناء في هذه المؤسّسة العقابيّة وطالبت السلطات بضرورة تصليح الوضع قبلَ فوات الأوان. تحدثت ذات المنظمة في تقريرٍ لها عن الأضرار الصحية والتحديات التي تواجه السجناء مما يتسبّب لهم في الموت البطيء، كما لفتت الأنظار إلى نوعية الغذاء ذو الجودة السيئة والذي يتسبب للسجناء في عددٍ من الأمراض بما في ذلك سوء التغديّة.